# 4 Heures du Castellet 1996
Navigation
Édition précédente
Les 4 Heures du Castellet 1996, disputées le 3 mars 1996 sur le circuit Paul-Ricard, sont la première manche du championnat BPR 1996.

## Course

### Classement de la course
Classement à l'issue de la course (vainqueurs de catégorie en gras), :
| Pos.   | Catégorie | N° | Écurie                                     | Pilotes                                                  | Châssis                        | Pneus | Tours |
| Pos.   | Catégorie | N° | Écurie                                     | Pilotes                                                  | Moteur                         | Pneus | Tours |
| ------ | --------- | -- | ------------------------------------------ | -------------------------------------------------------- | ------------------------------ | ----- | ----- |
| 1      | GT1       | 2  | Gulf Racing GTC Motorsport                 | Ray Bellm James Weaver                                   | McLaren F1 GTR                 | M     | 121   |
| 1      | GT1       | 2  | Gulf Racing GTC Motorsport                 | Ray Bellm James Weaver                                   | BMW S70 6.1L V12               | M     | 121   |
| 2      | GT1       | 27 | Ennea Igol                                 | Anders Olofsson Luciano della Noce                       | Ferrari F40 GTE                | P     | 121   |
| 2      | GT1       | 27 | Ennea Igol                                 | Anders Olofsson Luciano della Noce                       | Ferrari 3.5L Turbo V8          | P     | 121   |
| 3      | GT1       | 28 | Ennea Igol                                 | Jean-Marc Gounon Éric Bernard Paul Belmondo              | Ferrari F40 GTE                | P     | 121   |
| 3      | GT1       | 28 | Ennea Igol                                 | Jean-Marc Gounon Éric Bernard Paul Belmondo              | Ferrari 3.5L Turbo V8          | P     | 121   |
| 4      | GT1       | 11 | Konrad Motorsport                          | Franz Konrad Bob Wollek                                  | Porsche 911 GT2 Evo            | M     | 119   |
| 4      | GT1       | 11 | Konrad Motorsport                          | Franz Konrad Bob Wollek                                  | Porsche 3.6L Turbo Flat-6      | M     | 119   |
| 5      | GT1       | 49 | Freisinger Motorsport                      | Wolfgang Kaufmann Stéphane Grégoire Mike Hezemans        | Porsche 911 GT2 Evo            | G     | 117   |
| 5      | GT1       | 49 | Freisinger Motorsport                      | Wolfgang Kaufmann Stéphane Grégoire Mike Hezemans        | Porsche 3.6L Turbo Flat-6      | G     | 117   |
| 6      | GT2       | 56 | Roock Racing                               | Bruno Eichmann Ralf Kelleners Gerd Ruch                  | Porsche 911 GT2                | M     | 116   |
| 6      | GT2       | 56 | Roock Racing                               | Bruno Eichmann Ralf Kelleners Gerd Ruch                  | Porsche 3.6L Turbo Flat-6      | M     | 116   |
| 7      | GT2       | 60 | Oberbayern Motorsport                      | Jürgen von Gartzen Detlef Hübner                         | Porsche 911 GT2                | P     | 116   |
| 7      | GT2       | 60 | Oberbayern Motorsport                      | Jürgen von Gartzen Detlef Hübner                         | Porsche 3.6L Turbo Flat-6      | P     | 116   |
| 8      | GT2       | 55 | Stadler Motorsport                         | Enzo Calderari Lilian Bryner                             | Porsche 911 GT2                | P     | 115   |
| 8      | GT2       | 55 | Stadler Motorsport                         | Enzo Calderari Lilian Bryner                             | Porsche 3.6L Turbo Flat-6      | P     | 115   |
| 9      | GT2       | 96 | Larbre Compétition                         | Patrice Goueslard Stéphane Ortelli André Ahrlé           | Porsche 911 GT2                | M     | 115   |
| 9      | GT2       | 96 | Larbre Compétition                         | Patrice Goueslard Stéphane Ortelli André Ahrlé           | Porsche 3.6L Turbo Flat-6      | M     | 115   |
| 10     | GT1       | 8  | BBA Compétition                            | Jean-Luc Maury-Laribière Hans Hugenholtz Marc Sourd      | McLaren F1 GTR                 | D     | 115   |
| 10     | GT1       | 8  | BBA Compétition                            | Jean-Luc Maury-Laribière Hans Hugenholtz Marc Sourd      | BMW S70 6.1L V12               | D     | 115   |
| 11     | GT2       | 64 | Lanzante Motorsport                        | Paul Burdell Soames Langton Stanley Dickens              | Porsche 911 GT2                | M     | 114   |
| 11     | GT2       | 64 | Lanzante Motorsport                        | Paul Burdell Soames Langton Stanley Dickens              | Porsche 3.6L Turbo Flat-6      | M     | 114   |
| 12     | GT2       | 75 | Agusta Racing Team                         | Almo Coppelli Sandro Munari Marco Spinelli               | Callaway Corvette Supernatural | D     | 114   |
| 12     | GT2       | 75 | Agusta Racing Team                         | Almo Coppelli Sandro Munari Marco Spinelli               | Chevrolet LT1 6.2L V8          | D     | 114   |
| 13     | GT2       | 88 | Konrad Motorsport                          | André Lara Resende Toni Seiler                           | Porsche 911 GT2                | M     | 113   |
| 13     | GT2       | 88 | Konrad Motorsport                          | André Lara Resende Toni Seiler                           | Porsche 3.6L Turbo Flat-6      | M     | 113   |
| 14     | GT2       | 65 | Roock Racing                               | François Lafon Lucien Guitteny David Smadja              | Porsche 911 GT2                | M     | 113   |
| 14     | GT2       | 65 | Roock Racing                               | François Lafon Lucien Guitteny David Smadja              | Porsche 3.6L Turbo Flat-6      | M     | 113   |
| 15     | GT1       | 9  | Franck Muller Watches Giroix Racing Team   | Fabien Giroix Jean-Denis Delétraz Didier Cottaz          | McLaren F1 GTR                 | M     | 113   |
| 15     | GT1       | 9  | Franck Muller Watches Giroix Racing Team   | Fabien Giroix Jean-Denis Delétraz Didier Cottaz          | BMW S70 6.1L V12               | M     | 113   |
| 16     | GT2       | 50 | Stadler Motorsport                         | Uwe Sick Charles Margueron                               | Porsche 911 GT2                | P     | 111   |
| 16     | GT2       | 50 | Stadler Motorsport                         | Uwe Sick Charles Margueron                               | Porsche 3.6L Turbo Flat-6      | P     | 111   |
| 17     | GT2       | 54 | Bert Ploeg                                 | Bert Ploeg François Birbeau                              | Porsche 911 GT2                | ?     | 111   |
| 17     | GT2       | 54 | Bert Ploeg                                 | Bert Ploeg François Birbeau                              | Porsche 3.6L Turbo Flat-6      | ?     | 111   |
| 18     | GT2       | 66 | EMKA Racing                                | Steve O'Rourke Guy Holmes                                | Porsche 911 GT2                | D     | 110   |
| 18     | GT2       | 66 | EMKA Racing                                | Steve O'Rourke Guy Holmes                                | Porsche 3.6L Turbo Flat-6      | D     | 110   |
| 19     | GT2       | 67 | Simpson Engineering Promosport Italia      | Raffaele Sangiuolo Renato Mastropietro Vincenzo Polli    | Porsche 911 GT2                | P     | 109   |
| 19     | GT2       | 67 | Simpson Engineering Promosport Italia      | Raffaele Sangiuolo Renato Mastropietro Vincenzo Polli    | Porsche 3.6L Turbo Flat-6      | P     | 109   |
| 20     | GT1       | 12 | Chardon des Dunes                          | Patrick Vuillaume Christian Pellieux Philippe De Craene  | Porsche 911 GT2 Evo            | ?     | 109   |
| 20     | GT1       | 12 | Chardon des Dunes                          | Patrick Vuillaume Christian Pellieux Philippe De Craene  | Porsche 3.6L Turbo Flat-6      | ?     | 109   |
| 21     | GT2       | 74 | Callaway Schweiz                           | Kurt Huber Hans Hauser                                   | Callaway Corvette Supernatural | ?     | 109   |
| 21     | GT2       | 74 | Callaway Schweiz                           | Kurt Huber Hans Hauser                                   | Chevrolet LT1 6.2L V8          | ?     | 109   |
| 22     | GT2       | 70 | Jean-François Véroux                       | Jean-François Véroux Jean-Yves Moine Stéphane Leloup     | Porsche 911 GT2                | ?     | 109   |
| 22     | GT2       | 70 | Jean-François Véroux                       | Jean-François Véroux Jean-Yves Moine Stéphane Leloup     | Porsche 3.6L Turbo Flat-6      | ?     | 109   |
| 23     | GT2       | 77 | Seikel Motorsport                          | Manfred Jurasz Giuseppe Quargentan Pascal Dro            | Porsche 911 GT2                | P     | 109   |
| 23     | GT2       | 77 | Seikel Motorsport                          | Manfred Jurasz Giuseppe Quargentan Pascal Dro            | Porsche 3.6L Turbo Flat-6      | P     | 109   |
| 24     | GT2       | 90 | Robert Sikkens Racing                      | Angelo Zadra Maurizio Monforte                           | Porsche 911 GT2                | G     | 108   |
| 24     | GT2       | 90 | Robert Sikkens Racing                      | Angelo Zadra Maurizio Monforte                           | Porsche 3.6L Turbo Flat-6      | G     | 108   |
| 25     | GT2       | 63 | Roger Racing                               | Ruggero Grassi Mario Passerini                           | Porsche 993 Supercup           | ?     | 107   |
| 25     | GT2       | 63 | Roger Racing                               | Ruggero Grassi Mario Passerini                           | Porsche 3.8L Flat-6            | ?     | 107   |
| 26     | GT2       | 59 | Raymond Touroul                            | Didier Ortion Raymond Touroul                            | Porsche 911 GT2                | ?     | 105   |
| 26     | GT2       | 59 | Raymond Touroul                            | Didier Ortion Raymond Touroul                            | Porsche 3.6L Turbo Flat-6      | ?     | 105   |
| 27     | GT2       | 62 | Leanston Racing                            | Luca Cattaneo Alberto Mondinelli                         | Porsche 964 Carrera RS         | ?     | 101   |
| 27     | GT2       | 62 | Leanston Racing                            | Luca Cattaneo Alberto Mondinelli                         | Porsche 3.6L Flat-6            | ?     | 101   |
| 28     | GT2       | 73 | Morgan Motor Company                       | Charles Morgan Bill Wykeham                              | Morgan Plus 8 GTR              | D     | 99    |
| 28     | GT2       | 73 | Morgan Motor Company                       | Charles Morgan Bill Wykeham                              | Rover 5.0L V8                  | D     | 99    |
| 29     | GT2       | 99 | Elf Haberthur Racing                       | Ferdinand de Lesseps Philippe Charriol Richard Balandras | Porsche 911 GT2                | P     | 98    |
| 29     | GT2       | 99 | Elf Haberthur Racing                       | Ferdinand de Lesseps Philippe Charriol Richard Balandras | Porsche 3.6L Turbo Flat-6      | P     | 98    |
| 30     | GT2       | 30 | Quattro Pilotage                           | Thierry Guiod Patrick Pelissier Guy Martinolle           | Porsche 911 Bi-Turbo           | ?     | 97    |
| 30     | GT2       | 30 | Quattro Pilotage                           | Thierry Guiod Patrick Pelissier Guy Martinolle           | Porsche 3.6L Turbo Flat-6      | ?     | 97    |
| 31 DNF | GT1       | 5  | Eric Graham                                | Eric Graham Michel Faraut David Velay                    | Venturi 600 LM                 | D     | 89    |
| 31 DNF | GT1       | 5  | Eric Graham                                | Eric Graham Michel Faraut David Velay                    | Renault PRV 3.0L Turbo V6      | D     | 89    |
| 32 DNF | GT1       | 20 | Venturi Team Lécuyer                       | Christophe Bouchut Laurent Lécuyer Philippe Favre        | Venturi 600 SLM                | M     | 88    |
| 32 DNF | GT1       | 20 | Venturi Team Lécuyer                       | Christophe Bouchut Laurent Lécuyer Philippe Favre        | Renault PRV 3.0L Turbo V6      | M     | 88    |
| 33 DNF | GT2       | 57 | Freisinger Motorsport                      | Michel Quiniou Richard Flammang Michel Ligonnet          | Porsche 911 GT2                | G     | 85    |
| 33 DNF | GT2       | 57 | Freisinger Motorsport                      | Michel Quiniou Richard Flammang Michel Ligonnet          | Porsche 3.6L Turbo Flat-6      | G     | 85    |
| 34 DNF | GT2       | 53 | Yellow Racing                              | Christian Heinkelé Jean Gay Tony Ring                    | Ferrari F355 GT                | M     | 78    |
| 34 DNF | GT2       | 53 | Yellow Racing                              | Christian Heinkelé Jean Gay Tony Ring                    | Ferrari F131 3.5L V8           | M     | 78    |
| 35 DNF | GT1       | 21 | Lotus Racing Team                          | Jan Lammers Alexander Portman                            | Lotus Esprit V8 Turbo          | M     | 72    |
| 35 DNF | GT1       | 21 | Lotus Racing Team                          | Jan Lammers Alexander Portman                            | Lotus 3.5L Turbo V8            | M     | 72    |
| 36 DNF | GT2       | 76 | Agusta Racing Team                         | Riccardo Agusta Patrick Camus Marco Spinelli             | Callaway Corvette Supernatural | D     | 71    |
| 36 DNF | GT2       | 76 | Agusta Racing Team                         | Riccardo Agusta Patrick Camus Marco Spinelli             | Chevrolet LT1 6.2L V8          | D     | 71    |
| 37 DNF | GT2       | 52 | Krauss Rennsporttechnik                    | Bernhard Müller Michael Trunk                            | Porsche 911 GT2                | P     | 66    |
| 37 DNF | GT2       | 52 | Krauss Rennsporttechnik                    | Bernhard Müller Michael Trunk                            | Porsche 3.6L Turbo Flat-6      | P     | 66    |
| 38 DNF | GT2       | 98 | Michel Cottot                              | Michel Cottot Philippe Smaniotto Jean-Claude Barthe      | Venturi 400 GTR                | ?     | 64    |
| 38 DNF | GT2       | 98 | Michel Cottot                              | Michel Cottot Philippe Smaniotto Jean-Claude Barthe      | Renault PRV 3.0L Turbo V6      | ?     | 64    |
| 39 DNF | GT1       | 48 | Freisinger Motorsport                      | Guy Broissiat Michel Mora Jean-Pierre Castel             | 911 Bi-Turbo                   | G     | 47    |
| 39 DNF | GT1       | 48 | Freisinger Motorsport                      | Guy Broissiat Michel Mora Jean-Pierre Castel             | Porsche 3.8L Turbo Flat-6      | G     | 47    |
| 40 DNF | GT1       | 7  | G-Force Racing                             | John Greasley John Morrison                              | Porsche 911 GT2 Evo            | P     | 45    |
| 40 DNF | GT1       | 7  | G-Force Racing                             | John Greasley John Morrison                              | Porsche 3.6L Turbo Flat-6      | P     | 45    |
| 41 DNF | GT1       | 1  | West Competition David Price Racing        | John Nielsen Thomas Bscher                               | McLaren F1 GTR                 | G     | 41    |
| 41 DNF | GT1       | 1  | West Competition David Price Racing        | John Nielsen Thomas Bscher                               | BMW S70 6.1L V12               | G     | 41    |
| 42 DNF | GT1       | 6  | Gulf Racing GTC Competition                | Lindsay Owen-Jones Pierre-Henri Raphanel                 | McLaren F1 GTR                 | M     | 31    |
| 42 DNF | GT1       | 6  | Gulf Racing GTC Competition                | Lindsay Owen-Jones Pierre-Henri Raphanel                 | BMW S70 6.1L V12               | M     | 31    |
| 43 DNF | GT1       | 3  | Harrods Mach One Racing David Price Racing | Andy Wallace Olivier Grouillard                          | McLaren F1 GTR                 | G     | 24    |
| 43 DNF | GT1       | 3  | Harrods Mach One Racing David Price Racing | Andy Wallace Olivier Grouillard                          | BMW S70 6.1L V12               | G     | 24    |
| 44 DNF | GT1       | 4  | Roock Racing                               | Jean-Pierre Jarier Altfrid Heger                         | Porsche 911 GT2 Evo            | M     | 24    |
| 44 DNF | GT1       | 4  | Roock Racing                               | Jean-Pierre Jarier Altfrid Heger                         | Porsche 3.6L Turbo Flat-6      | M     | 24    |
| 45 DNF | GT1       | 40 | Pilot Pen Racing                           | Michel Ferté Olivier Thévenin                            | Ferrari F40 LM                 | M     | 15    |
| 45 DNF | GT1       | 40 | Pilot Pen Racing                           | Michel Ferté Olivier Thévenin                            | Ferrari 3.0L Turbo V8          | M     | 15    |
| 46 DNF | GT2       | 97 | Larbre Compétition                         | Jean-Luc Chéreau Jack Leconte Pierre Yver                | Porsche 911 GT2                | M     | 13    |
| 46 DNF | GT2       | 97 | Larbre Compétition                         | Jean-Luc Chéreau Jack Leconte Pierre Yver                | Porsche 3.6L Turbo Flat-6      | M     | 13    |
| 47 DNF | GT2       | 72 | Legeay Sports                              | Benjamin Roy Patrick Legeay                              | Alpine A610                    | ?     | 11    |
| 47 DNF | GT2       | 72 | Legeay Sports                              | Benjamin Roy Patrick Legeay                              | Renault PRV 3.0L Turbo V6      | ?     | 11    |
| 48 DNF | GT2       | 83 | Marcos Racing International                | Cor Euser Thomas Erdos Gérard Bacle                      | Marcos LM600                   | D     | 9     |
| 48 DNF | GT2       | 83 | Marcos Racing International                | Cor Euser Thomas Erdos Gérard Bacle                      | Chevrolet 6.0L V8              | D     | 9     |
| DNS    | GT1       | 43 | JCB Racing Raymond Touroul                 | Jean-Claude Basso Henri Pescarolo                        | Venturi 600 SLM                | D     | -     |
| DNS    | GT1       | 43 | JCB Racing Raymond Touroul                 | Jean-Claude Basso Henri Pescarolo                        | Renault PRV 3.0L Turbo V6      | D     | -     |
| DNS    | GT2       | 51 | Proton Competition                         | Peter Erl Gerold Ried                                    | Porsche 911 GT2                | P     | -     |
| DNS    | GT2       | 51 | Proton Competition                         | Peter Erl Gerold Ried                                    | Porsche 3.6L Turbo Flat-6      | P     | -     |
| DNS    | GT2       | 68 | VBM                                        | Jean-François Metz Patrick Bornhauser                    | VBM 4000 GTC                   | ?     | -     |
| DNS    | GT2       | 68 | VBM                                        | Jean-François Metz Patrick Bornhauser                    | Renault PRV 3.0L Turbo V6      | ?     | -     |